# جير بيريرا
جير بيريرا (بالبرتغالية: Jair Pereira) هو مدرب كرة قدم ولاعب كرة قدم برازيلي في مركز الوسط، ولد في 29 مايو 1946 في سانتوس، ساو باولو في البرازيل. لعب مع نادي أولاريا أتلتيكو ونادي بانغو أتلتيكو ونادي فاسكو دا غاما ونادي فلامنغو.